# Róża Podgórna
Róża Podgórna (prononciation : [ˈruʐa pɔdˈɡurna]) est un village polonais de la gmina de Stoczek Łukowski dans le powiat de Łuków de la voïvodie de Lublin dans l'est de la Pologne.
Il se situe à environ 11 kilomètres à l'est de Stoczek Łukowski (siège de la gmina), 20 kilomètres à l'ouest de Łuków (siège du powiat) et 88 kilomètres au nord de Lublin (capitale de la voïvodie).
Le village comptait approximativement une population de 138 habitants en 2009.

## Histoire
De 1975 à 1998, le village est attaché administrativement à l'ancienne voïvodie de Siedlce.

Depuis 1999, il fait partie de la nouvelle voïvodie de Lublin.